# Manis pentadactyla
Il pangolino cinese  (Manis pentadactyla Linnaeus, 1758) è un mammifero dell'ordine dei Pholidota.

## Descrizione

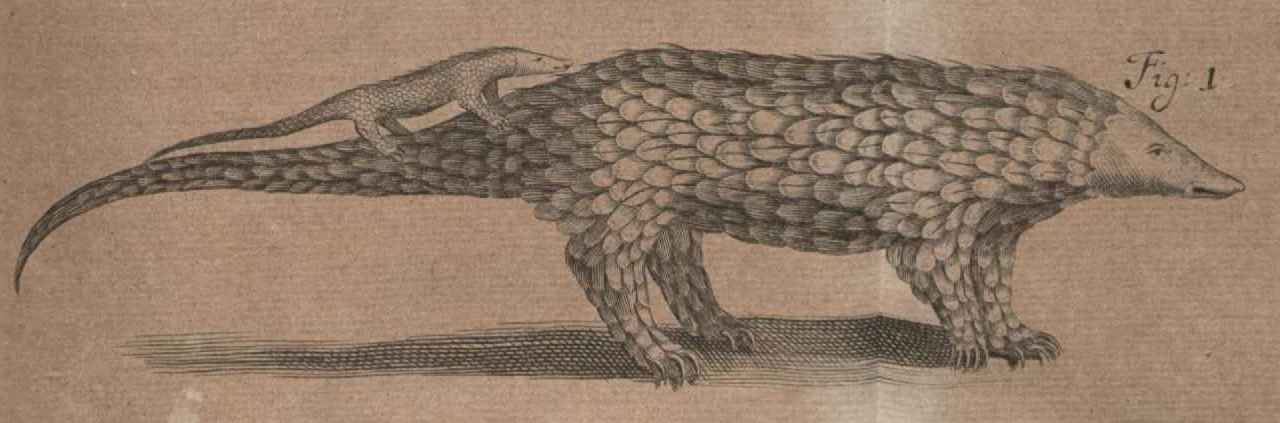
Rappresentazione di un pangolino in una tavola degli Acta Eruditorum del 1689

La lunghezza del corpo, testa compresa, è tra 40 e 60 cm; quella della coda tra 27 e 38 cm. La testa è piccola e il muso appuntito. Il colore è bronzeo. Le zampe e gli artigli sono forti.

## Biologia
La dieta consiste di formiche e termiti. Usa gli artigli sia per aprire termitai e formicai sia per scavare profonde tane. Ha abitudini notturne.

## Distribuzione e habitat
Vive in savane e foreste della Cina meridionale e occidentale, incluse le isole di Hainan e Taiwan, nell'Indocina settentrionale, in Nepal e negli stati indiani di Assam e Sikkim.

## Conservazione
La IUCN Red List considera questa specie in pericolo critico di estinzione (Critically endangered).